# Lieurey
Lieurey là một xã thuộc tỉnh Eure trong vùng Normandie miền bắc nước Pháp.

## Huy hiệu
| Arms of Lieurey | The arms of Lieurey are blazoned: Azure, a cross gules between 4 mullets of six pierced Or. |